# Cassida imparata
Cassida imparata is een keversoort uit de familie bladkevers (Chrysomelidae). De wetenschappelijke naam van de soort werd in 1963 gepubliceerd door Gressitt en Kimoto, 1963.